# IC 4651
IC 4651是一个位于天坛座，距离地球约2900光年的疏散星团，最早由约翰·路易斯·埃米尔·德雷尔在他的1895年版NGC天体表中记录。 
IC 4651的年龄大约为1.2±0.2亿年，属于中等年龄的星团。 与太阳相比，该星团中的恒星具有更高的化学元素丰度（氢和氦除外）。
IC 4651中活动恒星的总质量约为630个太阳质量。目前已知的活动恒星的质量只占星团初始质量的约7%。剩余质量中约35%演化成了白矮星或其他致密星。其余丢失质量组成的恒星星已经离开了星团主体或完全离开星团。